# 湯澤剛
湯澤 剛（ゆざわ つよし、1962年10月18日 - ）は、経営者、著作家、
神奈川県下で飲食店を経営する株式会社ユサワフードシステムの代表取締役である。

## 人物
大学卒業後、キリンビールに入社。国内ビール営業を経て、人事部人材開発室ニューヨーク駐在、医薬事業本部海外事業担当などに従事。1999年、創業者であった父親の急逝により、多額の負債を抱えた株式会社湯佐和を引き継ぐ。相続放棄も考えたが、正社員90人とアルバイト300人の従業員たち、取引先の連鎖倒産、連帯保証人になっていた母親のことを考え、倒産にはできなかった。精神的に辛くて追い込まれたが、40億円あった会社の負債を16年でほぼ完済し、経営再建を成し遂げた。
ソフト・オン・デマンドの創業者である高橋がなりが開設した『まえむき人生相談』に、人生の先輩として南原竜樹、二村ヒトシ、小室友里らとともに参加している。
日本全国の中小企業経営者向けに講演活動を行っている。
大学在学中に空手初段と英検1級を取得している。

## 活動

### テレビ
- ウラマヨ!（2016年1月23日、関西テレビ）

- ありえへん∞世界（2016年5月10日、テレビ東京）[9]

- 神奈川ビジネスUp To Date（2017年6月19日放送 - YouTube、テレビ神奈川）[10]

- ホンマでっか!?TV（2017年11月15日、フジテレビ）[11][注釈 2]

- 週刊ニュースリーダー（2017年12月16日、テレビ朝日）[13]

- じっくり聞いタロウ〜スター近況（秘）報告〜（2018年1月12日、テレビ東京）[14]

- どん底どっこいしょ（2019年1月4日、テレビ朝日）[15]
- 逆転人生（NHK）

パイロット版（2017年10月7日）
レギュラー版（2020年8月5日）

### 雑誌
- ニュートップＬ 2013年2月号（2013年2月）[17]

- アントレ 2015年11月号（2015年9月26日）ASIN B013GW92F2

- 月刊『理念と経営』2017年5月号（2017年4月21日）ASIN B06XC6DLDV[18]

- THE21 2017年9月号（2017年8月9日）ASIN B072N9GB67[19]

- 月刊食堂 2017年12月号（2017年11月20日）ASIN B075QTPVMT[20]

- 道経塾 112号（2018年1月1日）[21]

- 日経トップリーダー（2018年3月1日～2020年7月1日）[22]

2018年3月号から2020年7月号までの２年半の間に『心の折れない経営者のつくり方』というコラムを26回にわたって連載した。
- THE21 2018年12月号（2018年11月10日）ASIN B07JYQNMQL[24]

- 近代食堂 2020年5月号（2020年4月22日）ASIN B086PM79JT[25]
- 近代食堂 2021年10月号　(2021年9月22日)

### その他
- 日本講演新聞 2688号（2017年3月27日）[26]

- 事業再生と闘う二代目社長の実践経営（CD、2017年）[27]

- 父の急逝で突然引き継いだ 借金40億円の事業 完済までの勇気ある経営（DVD、2019年3月30日）ASIN B0846BFSJH

- 日刊ゲンダイDIGITAL

グルメ企業社長の食い倒れ日記（2019年5月12日）
- 佐賀新聞

有明抄『自分をあきらめない』（2020年7月29日）
- 神奈川新聞

海鮮居酒屋「湯佐和」社長が語る成功談　地元藤沢で講演（2017年9月18日）
新時代への挑戦　中小経営者学ぶ　川崎でカンファレンス（2020年11月20日）
トップに聞く『今を乗り越える　朝の来ない夜はない』（2020年12月28日）
- 岩手日日

どん底から諦めず挑戦　内外情勢懇談会　湯澤剛さんが講演【一関】（2020年11月21日）
- 中部経済新聞

企業革新セミナー（2016年5月13日）
あいしん経営者の会（2020年2月13日）

- 日経テレ東大学

　  経済討論番組「FACT LOGICAL（ファクトロジカル）」外食のプロ (2021年8月14日)
- 釧路新聞                                                                   逆境乗り越え会社再建　湯澤氏が経験語る【釧路市】（2024年1月21日）
- 高知新聞「道は必ず開ける」　高知市で講演(2024年10月25日)

## 著書
- 『ある日突然40億円の借金を背負う――それでも人生はなんとかなる。』（2015年7月23日）

ASIN 4569825486、ISBN 978-4569825489
- 『借金40億円を返済した私の仕事術』（2016年4月23日）

ASIN 4569830374、ISBN 978-4569830377
- 『小心者のままでいい:「臆病」「過敏」を強みに変える25の方法』（2020年1月31日）

ASIN 4093887187、ISBN 978-4093887182